# Chronicles (album)
Chronicles – debiutancki album studyjny amerykańskiego przedsiębiorstwa Audiomachine, wydany 23 marca 2012 roku.

## Lista utworów
Źródło: AllMusic
| Nr  | Tytuł                   | Długość |
| --- | ----------------------- | ------- |
| 1.  | „Guardians at the Gate” | 2:08    |
| 2.  | „Reaching”              | 3:12    |
| 3.  | „Akkadian Empire”       | 1:21    |
| 4.  | „House of Cards”        | 2:48    |
| 5.  | „11 Days in Hell”       | 1:09    |
| 6.  | „Eterna”                | 1:46    |
| 7.  | „Veni Vidi Vici”        | 1:35    |
| 8.  | „Breath and Life”       | 1:50    |
| 9.  | „Creation”              | 3:15    |
| 10. | „Redemption”            | 1:36    |
| 11. | „Beyond Good and Evil”  | 1:45    |
| 12. | „Lost Empire”           | 2:25    |
| 13. | „Sands of Time”         | 3:52    |
| 14. | „Black Cauldron”        | 3:28    |
| 15. | „Lost Generation”       | 2:11    |
| 16. | „Hell’s Battalion”      | 1:16    |
| 17. | „Red Warrior”           | 2:19    |
| 18. | „Lachrimae”             | 1:52    |
| 19. | „Legions of Doom”       | 2:29    |
| 20. | „Road to Glory”         | 1:52    |
| 21. | „Army of Kings”         | 2:30    |
| 22. | „Lost Raiders”          | 1:51    |
| 23. | „Battle of the Kings”   | 2:31    |
| 24. | „Path to Freedom”       | 2:27    |
| 25. | „Hymn of the Rising”    | 1:33    |
| 26. | „Danuvius”              | 2:38    |
| 27. | „Blood and Glory”       | 2:17    |
| 28. | „The Messenger”         | 3:05    |

## Notowania na listach przebojów
| Kraj              | Lista            | Najwyższa pozycja |
| ----------------- | ---------------- | ----------------- |
| Stany Zjednoczone | Classical Albums | 5                 |